# Veľké Trakany
Veľké Trakany (in ungherese Nagytárkány) è un comune della Slovacchia facente parte del distretto di Trebišov, nella regione di Košice.